# Escuts i banderes del Garraf
Els escuts i banderes del Garraf són el conjunt de símbols que representen els municipis d'aquesta comarca.
En aquest article s'hi inclouen els escuts i les banderes oficialitzats per la Generalitat des del 1981 a través de la Conselleria de Governació, que en té la competència.
El Garraf, també anomenada el Penedès Marítim o la Marina del Penedès, és una de les quatre comarques de Catalunya en què va quedar dividit el Penedès en la divisió comarcal de 1936. El massís del Garraf dona nom a aquesta comarca. Limita amb l'Alt Penedès pel nord, amb el Baix Llobregat per l'est, amb el Baix Penedès per l'oest i amb la mar Mediterrània pel sud.
Dins la comarca, tots els municipis disposen d'escut oficial. Olivella, Sant Pere de Ribes i Sitges tenen l'escut oficialitzat però no la bandera.

## Escuts oficials

Canyelles Publicat en el DOGC el 25 de febrer de 2014.
Cubelles Publicat en el DOGC el 25 de gener de 1993.
Olivella Aprovat el 23 de gener de 1992.
Sant Pere de Ribes Aprovat el 8 d'agost del 2002.
Sitges Publicat al DOGC el 27 de desembre de 2004.
Vilanova i la Geltrú Publicada al DOGC el 29 de març de 1999.

## Banderes oficials
- Canyelles
Publicada al DOGC el 30 de setembre de 2020.[7]
- Cubelles
Publicada al DOGC el 14 de març de 2001.[8]

Canyelles
Cubelles
Sitges
Vilanova i la Geltrú Publicada al DOGC el 27 de febrer de 1991.